# 約翰·埃德加·胡佛
約翰·埃德加·胡佛（英語：John Edgar Hoover，1895年1月1日—1972年5月2日），美國聯邦調查局改制後的首任局長，亦是該單位任期最久的首長。
胡佛在第二次红色恐慌期間有著重要的影響，然而他同時也支持著具有爭議性的麥卡錫主義的發展，也曾打壓批判過包括馬丁·路德·金恩等重要民權人士。在他任內也發生包括甘迺迪遇刺案，以及1971年其任命為副局長的馬克·費爾特舉發的水門事件。

## 生平

### 早年生活
胡佛于1895年新年生于华盛顿特区的一个家庭中，其母为安娜·玛丽·沙伊特林（Anna Marie Scheitlin），是瑞士雇佣军的后裔，其父为老迪克森·内勒·胡佛（Dickerson Naylor Hoover, Sr.），成长于华盛顿特区东市集，有英国和德国血统。胡佛在大学时曾在国会图书馆工作，并加入了卡帕阿尔法兄弟会。1917年，胡佛从乔治华盛顿大学获得法学学位毕业。在攻读学位期间，他逐渐对纽约市邮政督察安東尼·康科姆斯托克的事業产生兴趣。科姆斯托克曾长期致力打击欺诈和不道德行为（还有色情和节育）。胡佛早期被认为效法科姆斯托克，在打击犯罪时不达目的誓不罢休，并且偶尔为此违反程序。

### 聯邦調查局時期
第一次世界大战期间，胡佛在司法部找到了工作。他很快就被提升为敌国公民登记部门（Enemy Aliens Registration Section）的负责人。1919年，他成为司法部新成立的总情报部门主管。1921年，他成为调查局的副局长，1924年，司法部长任命他为代理局长。总统哈定去世，上任调查局长威廉·J·伯恩斯卷入茶壶山丑闻案。
1924年5月10日，柯立芝总统任命胡佛为调查局的第六任局长，此时的调查局有650名雇员，其中包括441名特别专员。1935年7月1日，调查局改制為聯邦調查局，胡佛繼續擔任局長，直到1972年逝世為止。
作为一个领导，胡佛以其反复无常的性格闻名；他频频解雇那些在他看来“像个白痴的卡车司机”或者是“榆木脑袋”的人。他还常常将触怒自己的调查员派去执行琐碎的任务，让他们永无出头之日，抑或是调换他们到新的單位，这些单位往往宣告调查员们职业生涯已尽。梅爾文·珀維斯就是很典型的例子：他凭借30年代抓捕和粉碎帮派势力的行动成为局内能力最强的调查员，并为公众所熟知，但对此颇为妒忌的胡佛随即以职务调遣为名把他赶出了联邦调查局。

### 与犯罪团伙的交手

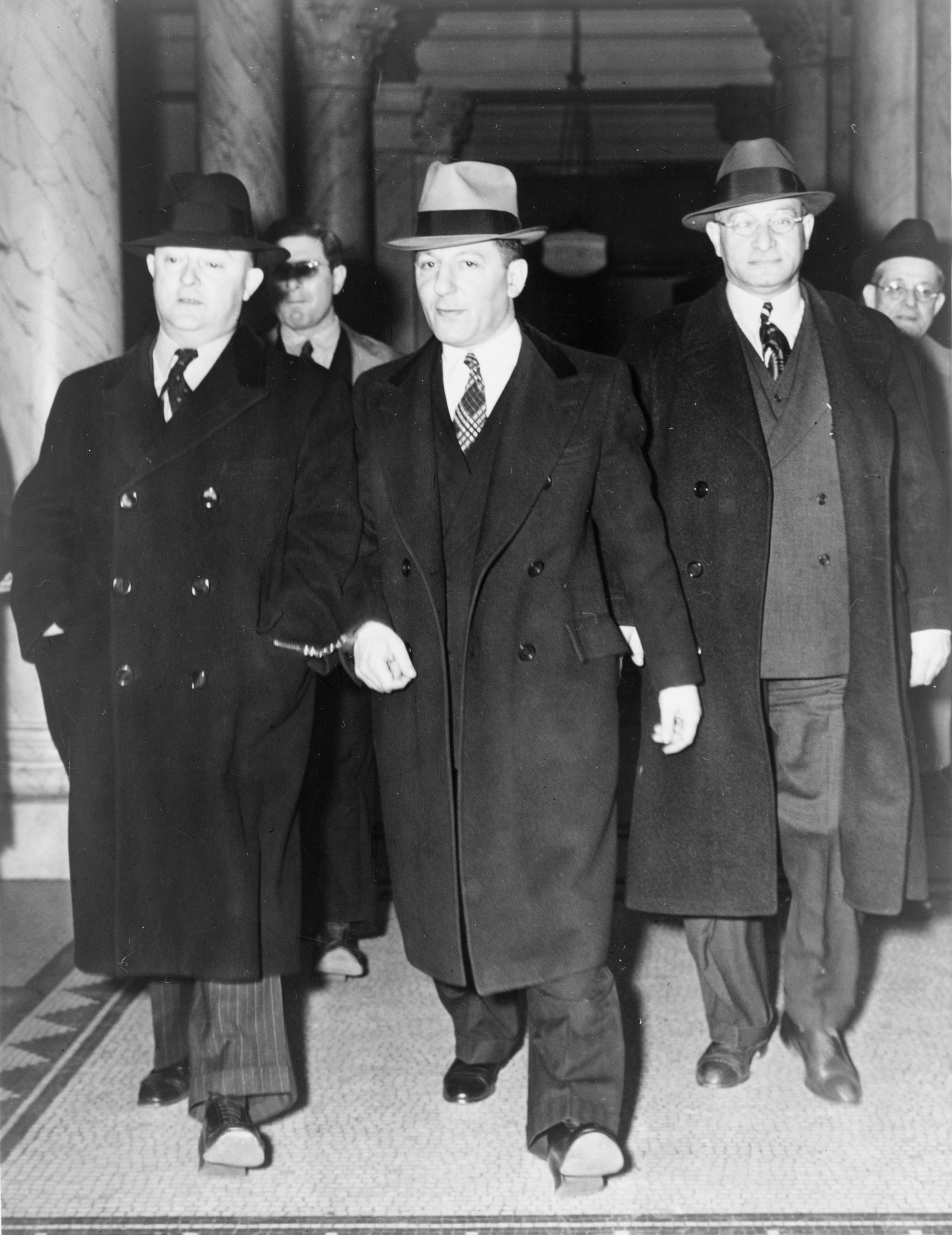
約翰·胡佛（左側）銬住路易·布切爾特（中間），與另一名男子共同戒護下走出法院門口，攝於1939年或1940年 (Note: 路易·布切爾特為美國紐約猶太人幫派的領導人，他與義大利幫派組織合作成立了名為「殺人企業公司」的組織，藉由黑幫中的敢死隊成員進行多起殺人案件。在遭到以約翰·胡佛為首的聯邦調查局逮捕後，成為唯一一名因殺害敵對組織成員而被法院判處以死刑的美國黑手黨首領，最後於1944年死於辛辛監獄。)。

三十年代初，中西部地区频发的银行抢劫案困扰着当地执法部门。这些抢劫案是多个犯罪团伙所为，凭借着火力优势和撤离迅速，他们屡次逃脱了法律的制裁。而更令有关部门懊恼和尴尬的是，由于那时的银行经常因债务问题将农民搞得家破人亡，因此抢劫银行被大众认为是正义之举。这种观念发展到极致时，公众甚至奉这样的亡命之徒为平民英雄，他们时常见诸报纸头版，得到广泛关注。其中最突出的是约翰·迪林杰，他因多次成功的抢劫银行、越狱和逃脱警察追捕行为而出名。政府官员恳求华盛顿能够协助他们制止这种无法无天的行为。事实上，当时的抢匪们经常驾驶偷来的汽车跨越州界，这种行为属于联邦犯罪行为，联邦调查局也因而获得了追捕他们的授权。不过，事情并未按预想的方向发展，特别是在与迪林杰团伙的交锋中，联邦调查局方面屡屡失误。
在一次清剿行动中，联邦调查局突袭了藏身于威斯康星州曼尼塔沃什水畔“小波希米亚农舍”旅馆中的迪林杰团伙。可是结果非但没能抓捕到犯罪团伙成员，反而致使一名调查员和一名无辜平民死亡（被調查員误杀），另有两位卡车司机受伤。胡佛意识到自己必须果断行动，于是出动全部力量去逮捕罪犯。胡佛特别将逮捕重点放在迪林杰上，因为他认为迪林杰无法无天的行为是对他和他的部门进行的直接羞辱。在1934年7月底，芝加哥分部的行动负责人梅尔文·珀维斯得到了迪林杰行踪的线报，并成功在传奇剧院门口将其击毙。
约翰·迪林杰、埃尔文·卡皮斯和“机枪手”凯利等不法分子及银行抢匪相继被调查局逮捕或射杀，这些行动之后广为流传，推动调查局权责范围的扩大并促使其在1935年更名为“联邦调查局”。1939年，联邦调查局在国内情报领域独占鳌头。胡佛进行了一些改革，例如扩充及合并鉴识部的指纹档案，建成了有史以来最大的指纹库。
胡佛在擴大联邦调查局的人员招募方面也提供了很大的帮助。他还于1932年协助创建了联邦调查局实验室，用来检验探员找到的现场证据。

### 对于颠覆者和激进人士的调查

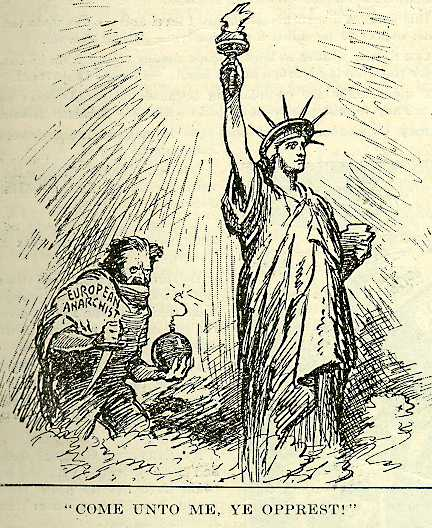
一張處於第一次「红色恐慌」時期的政治漫畫，此幅漫畫最早在1919年的一張報紙宣傳畫像，之後於美國田納西州謝爾比縣孟菲斯四處流傳。圖上的文字寫著「我來了，被壓迫的各位」，並依一般對無政府主義者的刻板印象畫了一名擁有大鬍子的角色。在第二次世界大戰結束不久後，美蘇冷戰局面越陷僵局，使得這一畏懼共產主義擴張的思潮普遍存在美國民眾心中。

胡佛对政治颠覆者颇为担忧，在他的领导下，联邦调查局秘密调查疑似颠覆者和激进人士达数万人。胡佛经常会夸大这些所谓“颠覆者”的威胁，还曾多次不惜越权以消除这些威胁。
联邦调查局的确在针对颠覆者和间谍方面取得了一些成功。但是，第二次世界大战时的奎瑞案（Ex parte Quirin）却是一个失败的例子。1942年，德国潜艇U-boat运载两个纳粹特工小组共八人分别在佛罗里达州和长岛秘密登陆，意图在美国国内进行破坏活动。直到其中的一人主动联系联邦调查局并坦白了一切后，这些人才落网。尽管如此，总统杜鲁门在回忆录中这样写道：“这个国家有理由为我们的安全机构感到骄傲，并对它们充满信心。他们使得我们可以在二战中近乎免于暴乱和间谍的干扰。”
胡佛对于颠覆行为的担心还有另一个例子，这就是薇诺娜计划。联邦调查局继承了战前和英国的一个合作项目，对苏联间谍在英国和美国的活动进行监听。胡佛截获了这份美国最高秘密情报，将它放在自己办公室的保险箱里，却没有告诉当时的总统杜鲁门、总检察长道格拉斯·麦克格雷斯、国务卿迪安·艾奇逊和马歇尔中的任何一人。直到1952年，他才告知中央情报局有关薇诺娜计划的信息。
根据2007年解密的文件显示，胡佛曾开列了一份包含12000位对国家不忠的嫌疑人名单。为了制止这些不忠行为，胡佛冻结了他们的人身保护令。胡佛在朝鲜战争爆发时向杜鲁门提交了他的计划，但没有证据显示杜鲁门有意願批准。

### 反谍计划

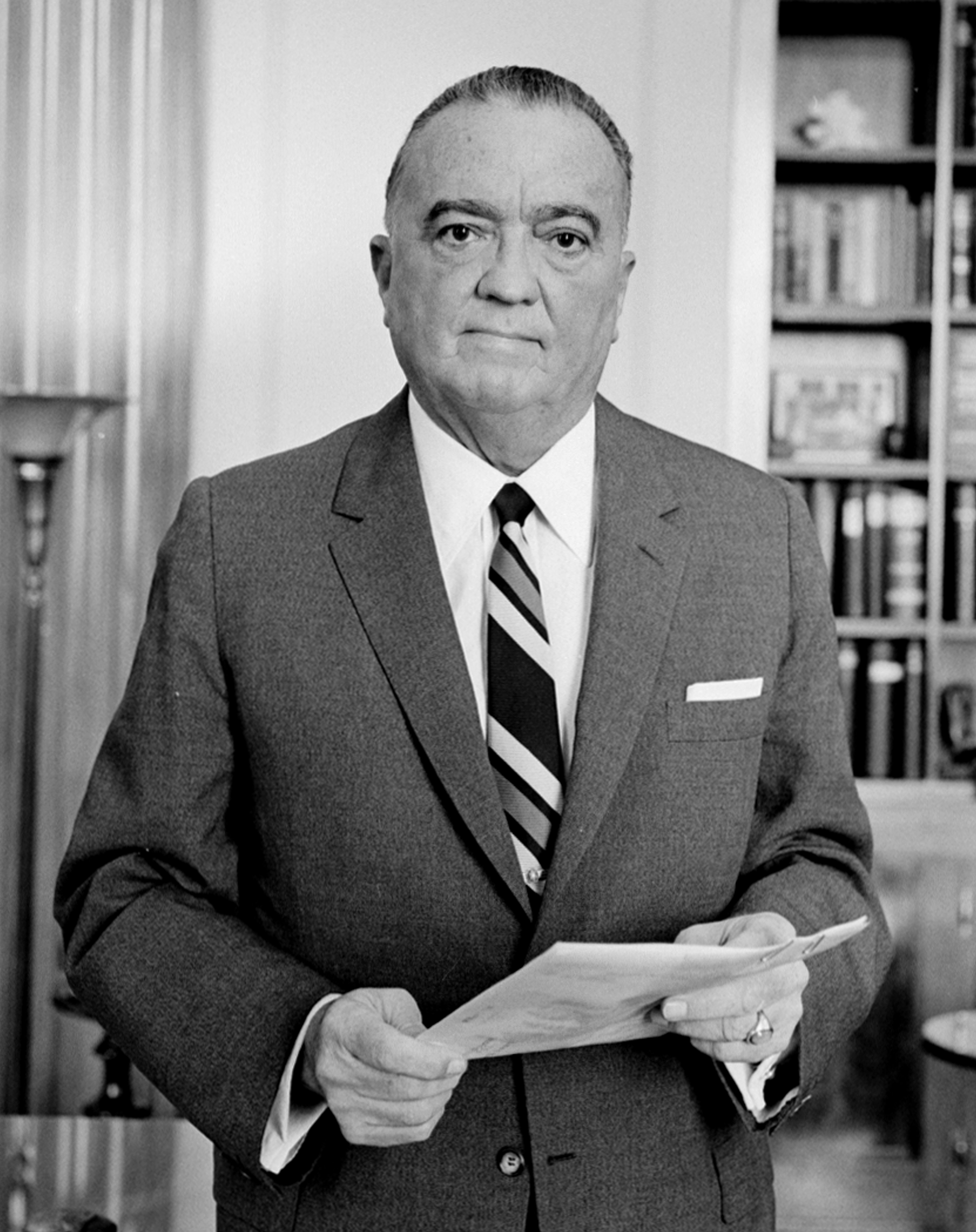
美國聯邦調查局局長約翰·埃德加·胡佛，攝於1961年9月28日。

1956年，胡佛因美国最高法院限制司法部起诉政见不同者，尤其是共产主义者的判决感到愈发沮丧。也正是此时，他打着“反谍计划”的幌子，开展起一个肮脏的秘密项目。该项目在1971年被曝光前，始终运作着。这次丑闻使得胡佛领导下的联邦调查局因此遭到了自成立以来最尖刻的批评。反谍计划最早被用来瓦解美国共产党，后来又被用来对付诸如黑豹党、马丁·路德·金组建的南方基督教領袖會議、三K党、美国纳粹党以及其他团体。它的破坏手段包括渗透、盗窃、非法窃听、伪造文件和散布针对目标组织主要成员的谣言。一些作家认为联邦调查局在反谍计划中运用的手段还包括煽动暴力和谋杀。
1975年，反谍计划受到爱达荷州共和党参议员弗兰克·丘奇领导的丘奇委員會调查。最终，该计划被宣布为非法和违反宪法。
通过收集一些有影响力的人物，尤其是政客的不光彩且可能造成伤害的信息，胡佛积累了巨大的实力。据前副总检察长劳伦斯·赛博曼（1974-1975年在任）称，联邦调查局局长克劳伦斯·凯利认为这些文件并不存在或者早已被销毁。1975年1月，在《华盛顿邮报》披露此事后，凯利在他的外间办公室中找到了这些文件。国会司法委员会要求赛博曼就此作证。一项由大卫·加罗主持，针对胡佛的文件的广泛调查表明，胡佛、继任者威廉·沙利文以及整个联邦调查局都应对此负责。
1956年，即胡佛将马丁·路德·金作为目标数年前，他和一位来自密西西比州芒德拜龙的民权领导人T.R.M.霍华德曾公开交锋过。在一次全国巡回演讲中，霍华德曾批评联邦调查局在对乔治·W·李（George W. Lee），兰默·史密斯（Lamar Smith）和艾莫特·泰尔（Emmett Till）的种族谋杀侦查上存在失职。胡佛不仅给媒体写了一封公开信，称这些说法都是“不负责任的”，还暗中取得了全國有色人种促进协会（NAACP）的律师瑟古德·马歇尔的协助，损毁霍华德的名誉。

### 对黑手党和民权组织的回应

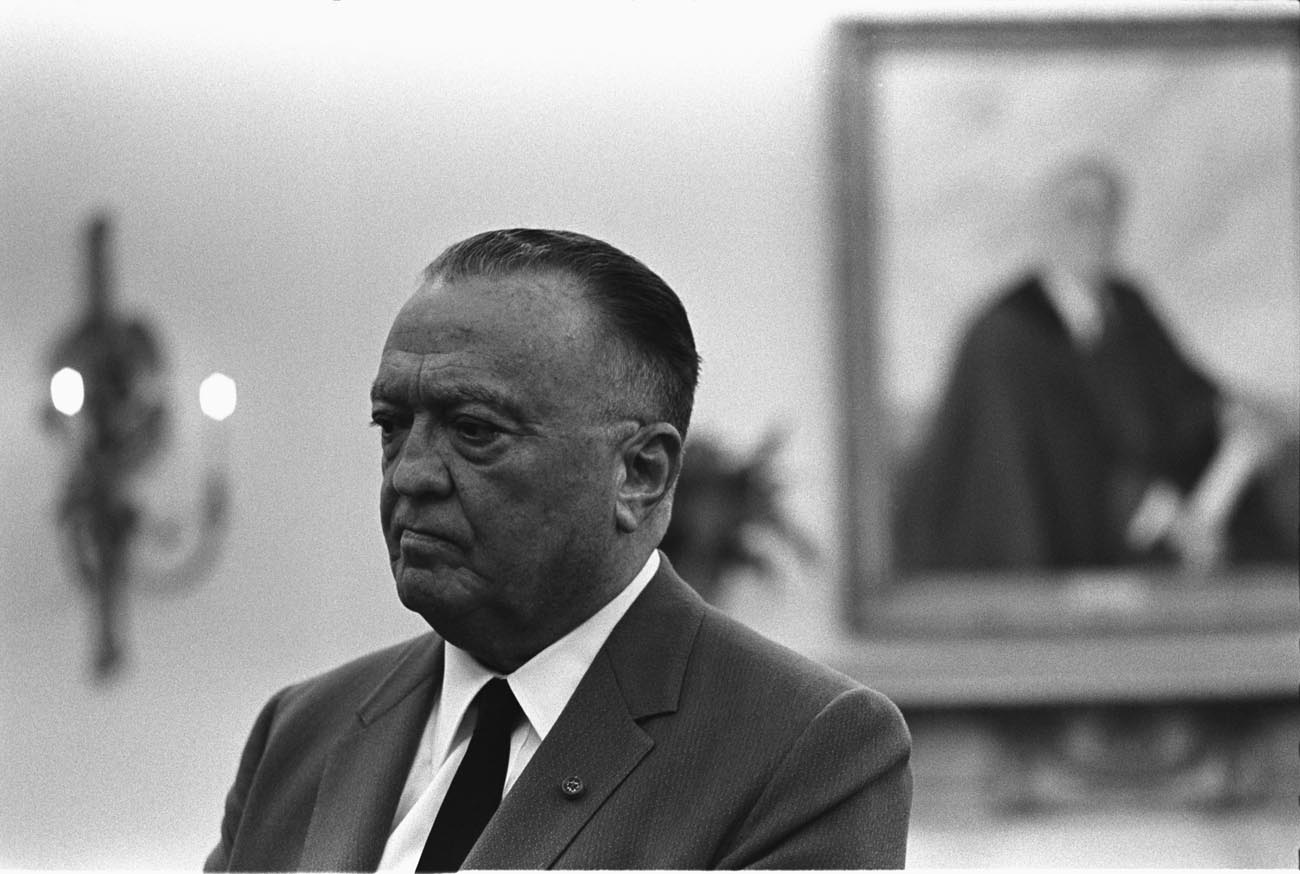
聯邦調查局局長約翰·胡佛於華盛頓特區白宮橢圓形辦公室的照相，攝於1967年7月24日。

五十年代，知名记者杰克·安德森曝光了黑手党有组织犯罪网络的庞大势力范围后，有关胡佛不愿意集中联邦调查局资源对付黑手党，甚至刻意淡化其威胁的相关证据被媒体和批评者拿来攻击他。胡佛為此采取报复行动，对安德森展開骚扰並且一直持续到七十年代。他针对那些和颠覆分子保持联系的民权组织成员所采取的行动还导致了意图名誉诽谤的指控。女演员简·瑟伯格（Jean Seberg）和马丁·路德·金就是很好的例证。杰庫琳肯尼迪回憶說胡佛曾告知總統金要開一個性派对，還曾告訴羅伯特肯尼迪，金在肯尼迪總統葬禮時發表不敬之詞。
胡佛亲自指挥联邦调查局对肯尼迪遇刺案进行调查。众议院调查暗杀专门委员会于1979年公布了一份调查报告，批评了联邦调查局、沃伦报告以及其他部门的表现。该调查报告同时还批评了联邦调查局不愿意彻查遇刺案相关阴谋可能性的做法。

### 晚年生活和死亡
总统杜鲁门、约翰·肯尼迪和林登·约翰逊均考虑过要将胡佛撤职，可是都因为觉得此举的政治成本或许会难以承担而作罢。胡佛在国会中一直都得到了有力的支持。
1972年，胡佛因高血压逝世，联邦调查局的指挥权转到副局长克莱德·托尔森手中。不久之后，理查德·尼克松总统任命刘易斯·帕特里克·格雷，一位没有联邦调查局工作背景的司法部官员担任执行局长，而马克·费尔特留任副局长。担任联邦调查局的要职被认为是最终导致费尔特成为“水門事件”秘密线人的原因。

### 身后
胡佛曾担任华纳兄弟公司1959年电影《调查局故事》（The FBI Story）和1965年一部长期播映的衍生电视连续剧《联邦调查局》（The F.B.I.）的顾问，以此确保华纳兄弟公司的影片中对于联邦调查局的描写比同时期的其他犯罪类戏剧更加正面。
1979年，由参议员理查德·史威克负责的国会暗杀调查专门委员会（HSCA）重启对肯尼迪总统暗杀事件的调查。该委员会认为胡佛领导的联邦调查局“在调查总统被阴谋暗杀的可能性方面存在失职”。委员会更进一步认为联邦调查局“缺乏同其他部门信息共享的机制”。
位于华盛顿特区的J.埃德加·胡佛大楼（現為联邦调查局总部）是以胡佛的名字命名的。由于胡佛本身颇具争议性，所以常常会有提议改名的声音出现。2001年，参议员哈里·瑞德曾联署要求去掉大楼上胡佛的名字。他宣称：“联邦调查局大楼上胡佛的名字是一个污点”。但该提议并未被参议院采纳。

## 著作
約翰·埃德加·胡佛是很多书和文章的署名作者。尽管普遍认为所有这些都是由联邦调查局雇员代笔的，但胡佛享有所有的赞誉和著作权。
- 胡佛, J.埃德加. . Gaunt Publishing. 1938  [2009-06-26]. ISBN 1-56169-340-5. （原始内容存档于2014-01-07） （英语）.
- 胡佛, J.埃德加. . Kessinger Publishing. 1958. ISBN 1-4254-8258-9 （英语）. [19]
- 胡佛, J.埃德加. . Holt Rinehart & Winston. 1962  [2009-06-26]. ISBN 0-03-031190-X. （原始内容存档于2014-01-07） （英语）.

## 獲獎與榮譽

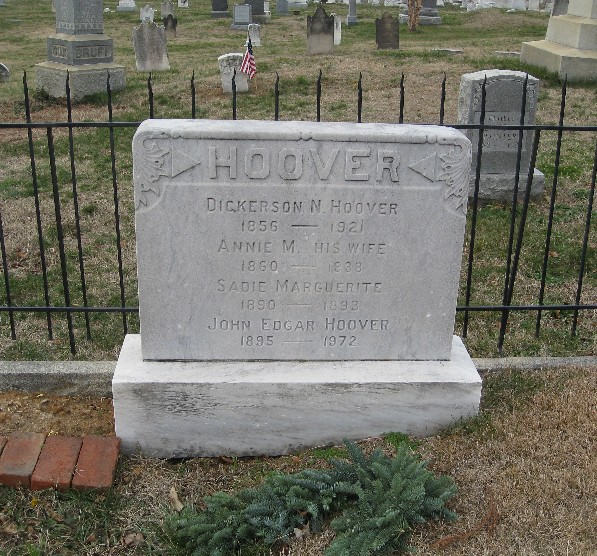
位于美國华盛顿特区國會公墓中的聯邦調查局局長約翰·埃德加·胡佛之墓，攝於2008年。

- 1938年，胡佛在为俄克拉何马州浸会大学毕业典礼演讲时，接受了该学校授予的荣誉博士学位。[20][21]
- 1950年，英国国王乔治六世授予胡佛大英帝国勋章和荣誉骑士头衔。他因此可以在名字后署上字母KBE，但由于他是美国公民，不能使用“爵士”头衔。
- 1955年，胡佛被总统德怀特·艾森豪威尔授予国家安全奖章（National Security Medal）。[22]
- 1955年，胡佛被共济会授予33级会员资格，并在1956年获得其最高认可——大荣誉十字（Grand Cross of Honour）。[23]
- 1966年，他获得总统林登·约翰逊授予的杰出贡献奖章（Distinguished Service Award），以表彰他担任联邦调查局局长时的表现。
- 华盛顿特区的联邦调查局總部约翰·埃德加·胡佛大楼就是以他的名字命名。
- 胡佛死后，国会通过决议，允许他的遗体在国会山圆形大厅里供人瞻仰，这种荣誉在当时只授予给过另外21个人。[15]
- 国会还通过决议，刊印一份纪念手册来追思胡佛。《約翰·埃德加·胡佛：美国国会纪念颂词以及与他的生活和工作有关的文章和社论》（J. Edgar Hoover: Memorial Tributes in the Congress of the United States and Various Articles and Editorials Relating to His Life and Work）于1974年出版。

## 爭議與批評
胡佛生前在美国民众中声望很高，但是死后有关他的争议却越来越激烈。许多批评者认为，他的行为已经超出了联邦调查局的职责范围。他利用联邦调查局騷扰政治异见者和政治活动分子，收集整理政治领袖的秘密档案，还使用非法手段收集证据。也正是由于胡佛掌管联邦调查局时间过长且富于争议，自1972年起联邦调查局局长任期限制为10年，由總統提名再經參議院確認任命。

## 个人生活

### 性取向

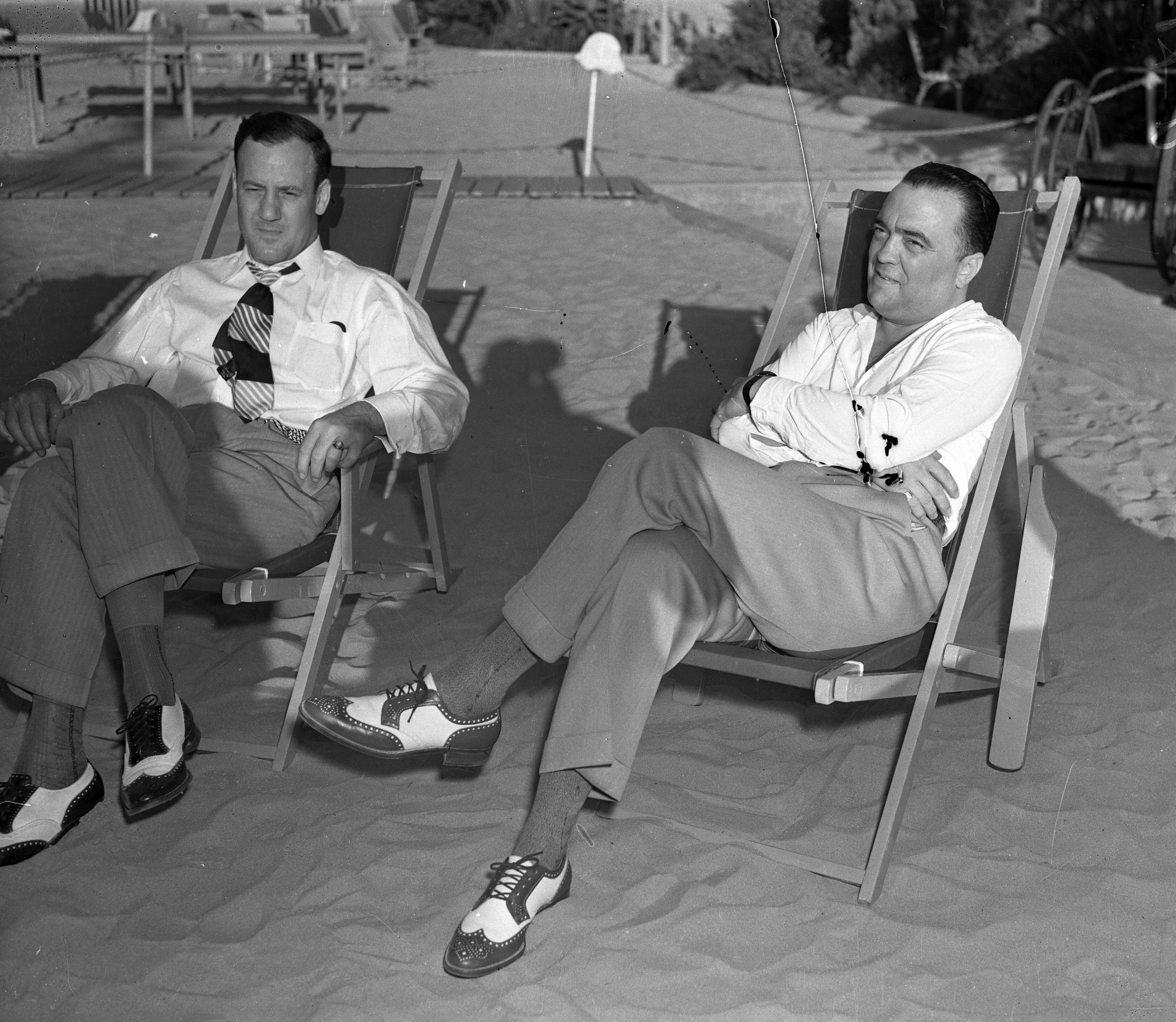
約翰·埃德加·胡佛與他的助手克萊德·托爾森（Clyde Tolson，位於照片左側）一同坐在洛杉磯一處海灘的躺椅上，攝於1939年。

胡佛终身未娶，而最晚从1940年代开始，就有关于他是同性恋的传闻。联邦调查局的副局长，同时也是其继任者的克莱德·托尔森被认为是他的恋人。
一些传记作者曾试图澄清胡佛同性恋传闻，特别强调胡佛与托尔森发生关系的可能性不高；而其他人则认为两人极有可能产生恋情，甚至可以说是“确信无疑”的；另外还有人提到了谣言，却没有表达自己的意見。胡佛将托尔森描述成他的“另一个自我”（alter ego）：一个不仅可以在白天一起亲密无间的工作，而且还可以一起吃饭，一起逛夜店，一起度假的人。这种极度亲密的关系常常被拿来当作两人是恋人关系的证据，一些了解他们的联邦调查局雇员，例如马克·费尔特（Mark Felt），表示这仅仅是兄弟情谊。在胡佛死后，托尔森继承了他的房产，搬入其中，也正是他接过了覆盖在胡佛灵柩上的美国国旗。托尔森在国会公墓（Congressional Cemetery）的墓地與胡佛的仅有数码之遥。
曾在1950年代协助胡佛调查共产主义者的罗伊·科恩律师，他本人也是一个未出柜的同性恋者，认为胡佛对自己的性取向十分恐惧，以至于不能尝试拥有正常的性生活或感情生活。据传科恩曾称穿女装的胡佛为“玛丽”（Mary）。
在其1993年的传记《官方的及秘密的：胡佛的隐秘生活》中（Official and Confidential: The Secret Life of J Edgar Hoover），安东尼·萨默斯引用目击者苏珊·罗森蒂尔（Susan Rosenstie）的话，称曾看到过胡佛在1950年代时着异性装扮；她说自己曾两次亲见胡佛穿着有花边的蓬松黑裙、长筒袜、高跟鞋以及黑色鬈假发，出现在同性恋群交派对中。
|  | 1958年，双性恋百万富翁，蒸馏酒制造业者及慈善家刘易斯·索伦·罗森蒂尔（Lewis Solon Rosenstiel）问他的第四任妻子苏珊·罗森蒂尔（Susan Rosenstie），曾与另一个双性恋者有过9年婚姻的她是否见过“同性群交”。尽管苏珊曾经一度对于自己68岁的丈夫和他的律师罗伊·科恩同床的事实感到惊讶，但她告诉萨默斯自己从未受邀去目睹男性间的性爱。之后不久，在苏珊的同意下，这对夫妇共同前往曼哈顿的广场饭店。曾担任参议员约瑟夫·雷芒德·麦卡锡和共和党权力经纪人（power breaker）的助手的科恩，在门口迎候他们。当她和丈夫进入套房后，“苏珊说，她认出了另外的一个人：联邦调查局局长约翰·埃德加·胡佛”，她曾在纽约上东区的排屋中见过他。刘易斯解释道，胡佛给予他接触有影响力的政客的机会，他则以替局长的赌博债务買单来部分答谢他的帮助。 |

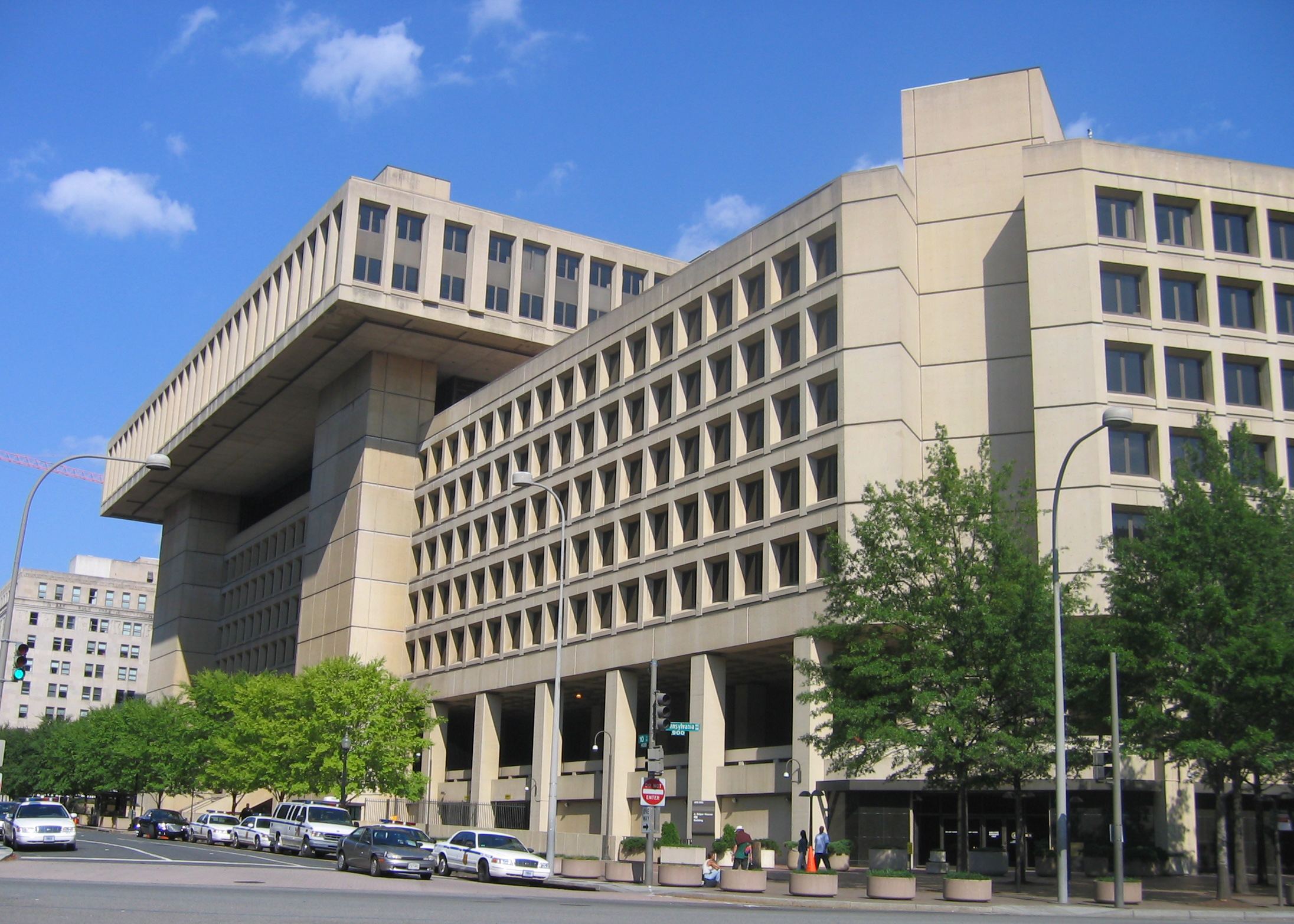
位於華盛頓特區的聯邦調查局（FBI）總部─約翰·埃德加·胡佛大樓，該大樓自1975年開始正式啟用，建築物外觀設計採典型的粗野主義。

萨默斯还说，黑手党曾经敲诈过胡佛，结果使胡佛不愿意采取积极行动遏制其有组织的犯罪。尽管未被证实，有关胡佛有易装癖的说法却广为流传，“J·艾德娜·胡佛”成为了电视、电影或其他地方的笑谈。用作家托马斯·多亨迪（Thomas Doherty）的话说，“在美国流行文化中，胖胖的联邦调查局局长可能成为克里斯汀·约根森（Christine Jorgensen，首个广为人知的变性人）的说法实在是太诱人了，不能不让人细细品味”。大多数传记作家认为在当时联邦调查局正在调查黑手党的情况下，敲诈的说法实在不足采信。杜鲁门·卡波特曾帮助散布这些谣言，而他则说过，自己更感兴趣的是激怒胡佛，而不是检验这些传言的真假。
胡佛追踪并威胁任何对于他性取向含沙射影攻击的人。他还散布毁灭性的、无根据的谣言称，阿德萊·史蒂文森是同性恋，阴谋破坏自由政府1952年的总统选战。他的大量秘密文件包含了对于埃莉诺·罗斯福传言是同性恋人的监听材料，被猜测是意图用来进行敲诈的。
前苏联的公开档案中有证据表明，苏联为了达到诋毁美国的目的，运用同性恋传言来诋毁胡佛。左翼使用有关胡佛同性恋行为及关系的相关报告，目的是质疑他的恐同行为。为了解释其明显自相矛盾的行为，人们认为胡佛是很典型的内在性恐同者，他对自我的厌恶解释了他一面迫害同性恋者，一面又是同性恋者和易装癖者的原因。反对这种观点的人认为，胡佛是他那个年代的产物，认为同性恋属于“私生活”，这与50年代开始的“有权利选择”运动潮流相悖；胡佛对待同性恋权利运动组织与其他异见团体的看法一样：它们都是对联邦调查局的威胁。
胡佛的传记作者理查德·汉克并没有專注于胡佛的同性恋传闻，而是爆料说胡佛和女演员多萝西·兰默在20世纪30年代晚期至40年代早期曾有过交往。在胡佛死后，兰默也并没有否认自己在两次婚姻之间曾和胡佛有过恋情。汉克还爆料说，四五十年代时，胡佛曾经常同舞蹈家兼演员琴吉·羅傑斯之母莱拉·罗杰斯（已离异）一起出现在社交场合，以至于很多他们共同的朋友认为他们最终会结婚。作为总统林登·约翰逊特别助手且私交甚密的好莱坞资深说客杰克·瓦伦蒂尽管曾和约翰逊的私人秘书有过两年的婚姻，仍于1964年受到FBI关于他和一位商业摄影师是否有同性关系的调查。《华盛顿邮报》根据阳光法案得到相关资料并报道了此事。

## 相關軼事

### 軼聞
在著作《无处左转》中，前調查員约瑟夫·L·斯科特将胡佛描述成一个严厉且偏执的老人，他令所有人感到恐惧。例如，斯科特称，胡佛喜欢在备忘录的页边空白处批注，当备忘录的页边太窄时，他批注道：“注意边界（Watch the borders）！”没有人敢去问他这样写是什么意思，而是派人去询问边界巡逻队在美加和美墨边界是否有异动。直到一周后，总部的一个职员才明白这句话是指备忘录的纸边太窄。斯科特还说，那一段时期错误增加的边境活动最终导致了美国共产党领导人格斯·霍尔被捕。

### 影視形象
約翰·埃德加·胡佛作为戏剧角色曾多次在电影和电视中，其中比较著名的有：
- 1971年伍迪·艾伦的电影《疯狂》（Bananas）中，胡佛由一个大块头的女性黑人演员多萝西·福克斯（Dorothi Fox）饰演[44]。
- 波德瑞克·克劳福德（Broderick Crawford）和詹姆斯·韦恩怀特（James Wainwright）在1977年由拉里·科恩（Larry Cohen）执导的电影《胡佛私人档案》（The Private Files of J. Edgar Hoover）中饰演胡佛。
- 在1983年的电视电影《血债世仇》（Blood Feud）中，演员厄内斯特·博格宁饰演胡佛。
- 在1987年的电视电影《J·埃德加·胡佛》中，演员崔特·威廉姆斯（Treat Williams）饰演胡佛。
- 在1992年的电影《卓別靈傳》中，演员凱文·鄧恩（Kevin Dunn）饰演胡佛。
- 演员理查德·戴萨特（Richard Dysart）曾两度饰演胡佛，一次是在1993年的电视电影《玛瑞琳和鲍比：她的最后韵事》（Marilyn & Bobby: Her Final Affair）中，另一次是在1995年由马里奥·范·皮布尔斯（Mario Van Peebles）执导的电影《黑豹》（Panther）中。胡佛在《黑豹》中被描述成一个暴虐而腐败的种族主义者，通过非法勾当意图整垮黑豹党。
- 在1996年奥利弗·斯通执导的电影《尼克松》中，演员鲍勃·霍金斯（Bob Hoskins）饰演胡佛。
- 在1996年未公映的《全民公敌》（Public Enemies）中，布莱恩·派克（Brian Peck）饰演胡佛。
- 在2009年迈克尔·曼执导的电影《頭號公敌》（Public Enemies）中，比利·克鲁德普（Billy Crudup）饰演胡佛。
- 在动画片《狂欢三宝》（Animaniacs）中，恶搞了二战时政治宣传对大后方影响，动画人物华纳兄弟（Yakko, Wakko, and Dot）受其鼓动开始收集丝质长袜，而胡佛则急不可待地亲自前来取这些袜子。
- 在游戏《克苏鲁的呼唤：黑暗角落》中，胡佛率队缉捕印斯茅斯（Innsmouth，霍华德·菲利普·洛夫克拉夫特作品中的虚构地名）的炼金者。
- 在美剧《X档案》以及其姊妹剧《千禧年》（Millennium）中，加拿大演员大卫·弗雷德瑞克斯（David Fredericks）饰演胡佛。
- 2011年克林·伊斯威特執導《胡佛传》，由李奧納多·狄卡皮歐出演胡佛[45]。
- 2014年電影《逐夢大道》中，由迪倫·貝克飾演胡佛。
- 2016年電影《總統之路（英语：All the Way (film)）》中，由斯蒂芬·魯特飾演胡佛。
- 2017年電視劇《世紀天才：愛因斯坦》中，由T·R·奈特飾演胡佛。
- 在2018年的電視劇《高堡奇人》中，演員威廉·佛塞飾演的胡佛是大納粹美洲帝國調查局（American Reich Bureau of Investigation，ARBI）局長。
- 在2021年電影《猶大與黑彌賽》中，由馬田·辛飾演胡佛。

## 外部連結
- StraightDope.com （页面存档备份，存于） –《正视：胡佛是个易装癖吗？》（'The Straight Dope: Was J. Edgar Hoover a crossdresser?')
- Time.com （页面存档备份，存于） - 《胡佛的真相》（'The Truth about Hoover'）, December 22, 1975
- 华尔街日报 （页面存档备份，存于）–《胡佛的机构》（'Hoover's Institution'）, Laurence H. Silberman, July 20, 2005
- 暗杀记录审查委员会 （页面存档备份，存于）–《1998最终报告》（Final Report: 1998）
- Zpub.com （页面存档备份，存于） –《胡佛传记》'J. Edgar Hoover Biography'
- Yardley, Jonathan. . 《<无处左转>书评》（A review of the book "No Left Turns"）. 《华盛顿邮报》. 2004 （英语）.

| 政府职务                            | 政府职务                                              | 政府职务                 |
| ----------------------------------- | ----------------------------------------------------- | ------------------------ |
| 前任者： 威廉·J·伯恩斯 為调查局局长 | 联邦调查局局长 1924 – 1972                            | 繼任者： L·帕特里克·格雷 |
| 榮銜                                |                                                       |                          |
| 前任者： 艾瑞特·迪肯斯              | 曾享受在国会山圆形大厅公开悼念的荣誉 1972年5月3日-4日 | 繼任者：                 |